# Keele (métro de Toronto)
Pour les articles homonymes, voir Keele.
Keele est une station de la ligne 2 Bloor-Danforth, du métro de la ville de Toronto en Ontario au Canada. Elle est située au numéro 1733 Bloor Street West à l'intersection de Keele Street, Parkside Drive et Bloor Street West.

## Situation sur le réseau

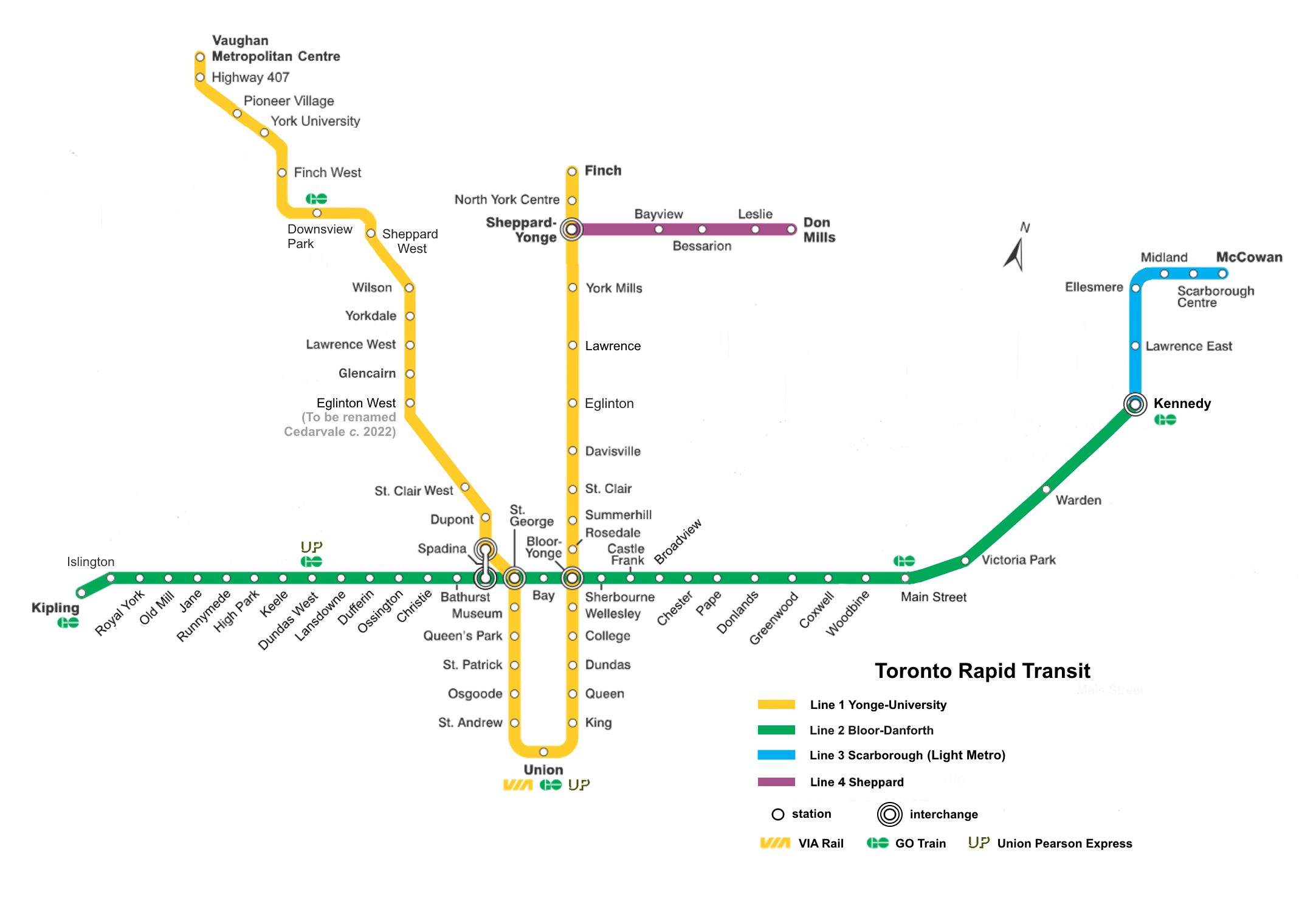
Plan du métro de Toronto (2018).

Établie en souterrain, la station Keele de la ligne 2 Bloor-Danforth, est précédée par la station High Park, en direction du terminus Kipling, et est suivie par la station Dundas West en direction du terminus Kennedy.

## Histoire
La station est inaugurée le 25 février 1966.
La station a été le terminus de la ligne Bloor-Danforth jusqu'en 1968, année de l'extension de la ligne à l'ouest, prolongeant la ligne de Keele à Islington.
Au cours de l'année 2009-2010, la fréquentation moyenne est de 14 800 passagers par jour.

## Services aux voyageurs

### Intermodalité
La station est desservie par les bus des lignes : 41 Keele, 80 Queensway et 89 Weston.

## À proximité
- le parc High Park.